# Урюпин, Валентин Тихонович
Валенти́н Ти́хонович Урю́пин (род. 11 декабря 1985, Лозовая, Харьковская область) — российский дирижёр и кларнетист.

## Биография
C 1991 по 1995 год учился в детской музыкальной школе города Лозовая. С 1995 по 2004 год учился в Центральной музыкальной школе при Московской консерватории в классе профессора Е. А. Петрова, у которого продолжил обучение в консерватории и в аспирантуре. С 2006 по 2008 год частным образом занимался дирижированием у профессора Ташкентской консерватории Владимира Неймера. В 2008 году поступил в Московскую консерваторию в класс Геннадия Рождественского, у которого учился до 2012 года. Участник последнего мастер-класса Курта Мазура (Швеция, 2015 год).

### Карьера кларнетиста
Дебютировал как солист в Большом зале Консерватории в 1998 году. В дальнейшем стал призёром 25 конкурсов кларнетистов. Выступал с Госоркестром России, MusicAeterna, Мюнхенским камерным оркестром, Брюссельским филармоническим оркестром, Камерным оркестром Женевы, оркестром Чешского радио, Виртуозами Москвы, Солистами Москвы, с дирижёрами Геннадием Рождественским, Теодором Курентзисом, Ховардом Гриффитсом, Йоном Штургартсом, Александром Рудиным, Анатолием Левиным. Среди партнёров по камерному музицированию — Юрий Башмет, Александр Бузлов, Алена Баева, Максим Емельянычев. С 2011 по 2016 год был солистом оркестра MusicAeterna.
В 2016 году состоялся дебютный сольный концерт в США, после которого газета The Washington Post написала: «…the musicmaking was of a very high caliber» (в переводе с англ. — «музицирование было очень высокой пробы»).

### Дирижёрская карьера
Впервые выступил как дирижёр в 2005 году с Молодёжным симфоническим оркестром Поволжья в рамках проекта Classica — Open Fest. В 2007 году основал камерный оркестр Arpeggione. С 2008 по 2011 год — постоянный приглашённый дирижёр Харьковского молодёжного оркестра «Слобожанский».
В 2010 году дебютировал в Москве, в Концертном зале Чайковского с оркестром «Новая Россия» и вскоре с Национальным филармоническим оркестром России.
В 2011 году впервые выступил в Пермском театре оперы и балета (опера «Паяцы»), одновременно ассистируя Теодору Курентзису на постановке оперы Così fan tutte. Был дирижёром театра до 2019 года, в частности став вторым дирижёром на постановке «Травиаты» Роберта Уилсона, также дирижируя обширный репертуар.
В 2015 году с оркестром Musica Viva сопровождал выступления скрипачей в полуфинале Конкурса Чайковского.
В июне 2015 года впервые выступил с Ростовским симфоническим оркестром. Вскоре был назначен его художественным руководителем и главным дирижёром. Стал инициатором и артистическим директором фестиваля «МОСТ» (2018, 2021), трижды выступал с оркестром в Москве (БЗК, КЗЧ), в Петербурге и в Линце. Инициировал абонементные циклы, в частности образовательный цикл «Главный рассказывает». Для фирмы NAXOS записал с виолончелистом Николаем Шугаевым диск с музыкой итальянских композиторов. В феврале 2021 года объявил о своём уходе в конце сезона 2020/21 года. В августе 2021 года подал в отставку, оставшись при этом главным приглашённым дирижёром оркестра.
В декабре 2015 года стал победителем Всероссийского конкурса дирижёров, на котором впервые выступил с оркестром Московской филармонии.
В 2017 году впервые выступил с Госоркестром России. С 2016 года ассистировал в этом оркестре Владимиру Юровскому (российская премьера «El Ninõ» Дж. Адамса, «Ариадна на Наксосе» Р. Штрауса, произведения Д. Д. Шостаковича, С. С. Прокофьева, Б. Циммермана, Э. В. Денисова, Э. Элгара). Был ассистентом на последнем концерте в России Геннадия Рождественского (май 2017). Провёл с Госоркестром более 40 концертов в Великобритании, Китае, России.
После победы на конкурсе Шолти в 2017 году дебютировал с оркестрами Tapiola sinfonietta, Баденской Государственной Капеллой и оркестром Гайдна в Больцано.
В 2018 году выступил с Оркестром Верди в Милане, оркестром Театро Массимо, оркестром Энеску, оркестром Юго-Западного радио Германии, Оркестром Венского радио, Токийским симфоническим оркестром, оркестром DRP Саарбрюкена, оркестром Итальянской Швейцарии в Лугано, оркестром Санкт-Петербургской Филармонии на фестивале «Музыкальный Олимп». С Российским национальным оркестром записал диск из сочинений Вячеслава Артёмова.
В 2019 году дебют в Берлинской филармонии с Немецким симфоническим оркестром Берлина, в театре Коммунале в Болонье. На оперном фестивале в Брегенце поставил оперу Чайковского «Евгений Онегин». Дирижировал финалами конкурса «ARD» с оркестром Мюнхенского радио. В Штутгартской опере дирижировал спектаклями «Любовь к трём апельсинам».
В 2020 году — дебют в Зале Консертгебау, с Нидерландским филармоническим оркестром. В марте с Вадимом Репиным и Новосибирским симфоническим оркестром дал онлайн-концерт, который стал последним перед всеобщим локдауном в России. 7 августа с Российским национальным молодёжным симфоническим оркестром (РНМСО) и Денисом Мацуевым дал первый концерт в Москве после локдауна. Далее дебютировал с оркестром «Виртуозы Москвы» и с оркестром Тосканы. С РНМСО провёл открытие фестиваля современной музыки «Другое пространство».
В 2021 году дебютировал с оркестром Словенской филармонии, оркестром Южных Нидерландов и оркестром MAV в Будапеште. С РНМСО открывал Люцернский фестиваль. Во Франкфуртской опере дирижировал спектаклями «Иоланта» и «Царь Эдип».
В 2022 году состоялся дебют с оркестром Датского радио. С оркестром DRP Саарбрюкен и Вадимом Глузманом начал запись всех сочинений А. Г. Шнитке для скрипки с оркестром (проект рассчитан на период с 2022 по 2027 год). Впервые выступил в венском Концертхаузе, исполнив с оркестром Венского радио и пианистом Олли Мустоненом сочинения А. Кляйн, Б. Мартину и С. В. Рахманинова. На фестивале в Брегенце с Венским симфоническим оркестром и Пражским филармоническим хором осуществил постановку оперы У. Джордано «Сибирь» (режиссёр Василий Бархатов).
Впервые выступил в московском театре «Новая опера» в 2019 году, дирижируя оперой «Жизнь за царя». В 2020 году на Крещенском фестивале заменил Александра Ведерникова. В мае 2021 года театр объявил о назначении Валентина Урюпина музыкальным руководителем и главным дирижером. Среди событий сезона 2021/22 года — российская премьера оперы Э. Корнгольда «Мёртвый город» с режиссёром В. Бархатовым, российская премьера оратории К. Саариахо «Страсти по Симоне», концертные исполнения «Золушки» Ж. Массне, «Царя Эдипа» Стравинского, «Джанни Скикки» Дж. Пуччини, цикл симфоний Прокофьева, Третья симфония Г. Малера. В июле 2022 года подал в отставку «по очень веским личным причинам».
В 2023—2024 годах выступал с оркестрами Германии, Италии, Испании, Швейцарии, Нидерландов, Австрии, Южной Кореи, Японии, Чехии, Словении, Румынии, Сербии, Армении, Казахстана, Узбекистана. В январе 2023 года записал с пианистом Уильямом Юном и оркестром Берлинского радио произведения Г. Форе, Р. Ан, Н. Буланже для звукозаписывающей фирмы Sony Classical. Диск вошёл в рейтинг Editor’s Choice журнала Grammophone в июне 2024 года.

## Награды и премии
- Международный конкурс «Концертино Прага» (2001, I премия)[89]
- Женевский конкурс (2007, III премия)[90]
- Международный конкурс в Пекине (2009, I премия)[91]
- Международный конкурс ARD[англ.] (2012, специальный приз)[92]
- Международный конкурс UNISA в Претории (2014, II премия)[93]
- Международный конкурс кларнетистов в Генте (2015, III премия)[94]
- Всероссийский музыкальный конкурс, номинация оперно-симфонического дирижирования (2015, II премия)[22]
- Международный конкурс дирижёров имени Г. Малера[англ.] в Бамберге (2016, III премия)[95]
- Международный конкурс дирижёров имени Г. Шолти[англ.] во Франкфурте-на-Майне (2017, I премия)[96]
- Премия Президента России для молодых деятелей культуры и искусства (2018)